# UCI WorldTour 2017
El UCI WorldTour 2017 fue la séptima edición del máximo calendario ciclista a nivel mundial bajo la organización de la UCI.
El calendario tuvo 37 carreras, 10 más que la edición anterior debido a que la Unión Ciclista Internacional amplió el calendario de carreras con el fin de llegar a países como Gran Bretaña y Estados Unidos por primera vez. Comenzando el 17 de enero con la disputa del Tour Down Under en Australia y finalizando el 24 de octubre con el Tour de Guangxi en la República Popular China.

## Equipos
Véase UCI ProTeam
| Código UCI | Equipo                             |
| ---------- | ---------------------------------- |
| ALM        | Ag2r La Mondiale                   |
| AST        | Astana Pro Team                    |
| BMC        | BMC Racing Team                    |
| BOH        | Bora-Hansgrohe                     |
| CDT        | Cannondale Drapac Pro Cycling Team |
| DDD        | Team Dimension Data                |
| FDJ        | FDJ                                |
| KAT        | Team Katusha-Alpecin               |
| LTS        | Lotto-Soudal                       |
| MOV        | Movistar Team                      |
| ORS        | Orica-Scott                        |
| QST        | Quick-Step Floors                  |
| SKY        | Team Sky                           |
| SUN        | Team Sunweb                        |
| TBM        | Bahrain Merida Pro Cycling Team    |
| TFS        | Trek-Segafredo                     |
| TLJ        | Team LottoNL-Jumbo                 |
| UAD        | UAE Abu Dhabi                      |

## Carreras
| Fecha                         | Días | Puntaje | Carrera                           | Vencedor           | Equipo del vencedor |
| ----------------------------- | ---- | ------- | --------------------------------- | ------------------ | ------------------- |
| 17-22 de enero                | 6    | 500     | Tour Down Under                   | Richie Porte       | BMC Racing          |
| 29 de enero                   | 1    | 300     | Cadel Evans Great Ocean Road Race | Nikias Arndt       | Sunweb              |
| 23-26 de febrero              | 4    | 300     | Tour de Abu Dhabi                 | Rui Costa          | UAE Emirates        |
| 25 de febrero                 | 1    | 300     | Omloop Het Nieuwsblad             | Greg Van Avermaet  | BMC Racing          |
| 4 de marzo                    | 1    | 300     | Strade Bianche                    | Michał Kwiatkowski | Sky                 |
| 5-12 de marzo                 | 8    | 500     | París-Niza                        | Sergio Luis Henao  | Sky                 |
| 8-14 de marzo                 | 7    | 500     | Tirreno-Adriático                 | Nairo Quintana     | Movistar            |
| 18 de marzo                   | 1    | 500     | Milán-San Remo                    | Michał Kwiatkowski | Sky                 |
| 20-26 de marzo                | 7    | 400     | Volta a Cataluña                  | Alejandro Valverde | Movistar            |
| 22 de marzo                   | 1    | 300     | A través de Flandes               | Yves Lampaert      | Quick-Step Floors   |
| 24 de marzo                   | 1    | 400     | E3 Harelbeke                      | Greg Van Avermaet  | BMC Racing          |
| 26 de marzo                   | 1    | 500     | Gante-Wevelgem                    | Greg Van Avermaet  | BMC Racing          |
| 2 de abril                    | 1    | 500     | Tour de Flandes                   | Philippe Gilbert   | Quick-Step Floors   |
| 3-8 de abril                  | 6    | 400     | Vuelta al País Vasco              | Alejandro Valverde | Movistar            |
| 9 de abril                    | 1    | 500     | París-Roubaix                     | Greg Van Avermaet  | BMC Racing          |
| 16 de abril                   | 1    | 500     | Amstel Gold Race                  | Philippe Gilbert   | Quick-Step Floors   |
| 19 de abril                   | 1    | 400     | Flecha Valona                     | Alejandro Valverde | Movistar            |
| 23 de abril                   | 1    | 500     | Lieja-Bastoña-Lieja               | Alejandro Valverde | Movistar            |
| 25-30 de abril                | 6    | 500     | Tour de Romandía                  | Richie Porte       | BMC Racing          |
| 1 de mayo                     | 1    | 300     | Gran Premio de Fráncfort          | Alexander Kristoff | Katusha-Alpecin     |
| 6-29 de mayo                  | 23   | 850     | Giro de Italia                    | Tom Dumoulin       | Sunweb              |
| 14-21 de mayo                 | 8    | 300     | Tour de California                | George Bennett     | LottoNL-Jumbo       |
| 4-11 de junio                 | 8    | 500     | Critérium del Dauphiné            | Jakob Fuglsang     | Astana              |
| 10-18 de junio                | 9    | 500     | Vuelta a Suiza                    | Simon Špilak       | Katusha-Alpecin     |
| 1-23 de julio                 | 23   | 1000    | Tour de Francia                   | Chris Froome       | Sky                 |
| 29 de julio                   | 1    | 400     | Clásica de San Sebastián          | Michał Kwiatkowski | Sky                 |
| 29 de julio-4 de agosto       | 7    | 400     | Tour de Polonia                   | Dylan Teuns        | BMC Racing          |
| 30 de julio                   | 1    | 300     | RideLondon-Surrey Classic         | Alexander Kristoff | Katusha-Alpecin     |
| 7-13 de agosto                | 7    | 400     | BinckBank Tour                    | Tom Dumoulin       | Sunweb              |
| 19 de agosto-10 de septiembre | 23   | 850     | Vuelta a España                   | Chris Froome       | Sky                 |
| 20 de agosto                  | 1    | 400     | EuroEyes Cyclassics               | Elia Viviani       | Sky                 |
| 27 de agosto                  | 1    | 400     | Bretagne Classic                  | Elia Viviani       | Sky                 |
| 8 de septiembre               | 1    | 500     | Gran Premio de Quebec             | Peter Sagan        | Bora-Hansgrohe      |
| 10 de septiembre              | 1    | 500     | Gran Premio de Montreal           | Diego Ulissi       | UAE Emirates        |
| 7 de octubre                  | 1    | 500     | Giro de Lombardía                 | Vincenzo Nibali    | Bahrain Merida      |
| 10-15 de octubre              | 6    | 300     | Tour de Turquía                   | Diego Ulissi       | UAE Emirates        |
| 19-24 de octubre              | 6    | 300     | Tour de Guangxi                   | Tim Wellens        | Lotto Soudal        |

## Clasificaciones
Esta es la clasificación oficial del Ranking World Tour 2017 tras la disputa del Tour de Guangxi:
Nota: ver Baremos de puntuación

### Clasificación individual
| Posición | Corredor           | Equipo            | Puntos |
| -------- | ------------------ | ----------------- | ------ |
| 1.º      | Greg Van Avermaet  | BMC Racing        | 3582   |
| 2.º      | Chris Froome       | Sky               | 3452   |
| 3.º      | Tom Dumoulin       | Sunweb            | 2545   |
| 4.º      | Peter Sagan        | Bora-Hansgrohe    | 2544   |
| 5.º      | Vincenzo Nibali    | Bahrain-Merida    | 2196   |
| 6.º      | Michał Kwiatkowski | Sky               | 2171   |
| 7.º      | Alejandro Valverde | Movistar          | 2105   |
| 8.º      | Daniel Martin      | Quick-Step Floors | 2050   |
| 9.º      | Michael Matthews   | Sunweb            | 2049   |
| 10.º     | Alberto Contador   | Trek-Segafredo    | 1987   |

| Posiciones 11º al 20º | Posiciones 11º al 20º | Posiciones 11º al 20º | Posiciones 11º al 20º |
| Posición              | Corredor              | Equipo                | Puntos                |
| --------------------- | --------------------- | --------------------- | --------------------- |
| 11.º                  | Philippe Gilbert      | Quick-Step Floors     | 1893                  |
| 12.º                  | Richie Porte          | BMC Racing            | 1882                  |
| 13.º                  | Nairo Quintana        | Movistar              | 1811                  |
| 14.º                  | Alexander Kristoff    | Katusha-Alpecin       | 1806                  |
| 15.º                  | Ilnur Zakarin         | Katusha-Alpecin       | 1686                  |
| 16.º                  | Diego Ulissi          | UAE Emirates          | 1569                  |
| 17.º                  | Bauke Mollema         | Trek-Segafredo        | 1524                  |
| 18.º                  | Julian Alaphilippe    | Quick-Step Floors     | 1465                  |
| 19.º                  | Romain Bardet         | Ag2r La Mondiale      | 1464                  |
| 20.º                  | Rigoberto Urán        | Cannondale-Drapac     | 1360                  |

- Desglose de puntos por corredor: Detalle de puntos ganados

### Clasificación por equipos
Esta clasificación se calcula sumando los puntos de todos los corredores de cada equipo. Los equipos con el mismo número de puntos se clasifican de acuerdo a su corredor mejor clasificado.
| Posición | Equipo            | Puntos |
| -------- | ----------------- | ------ |
| 1.º      | Sky               | 12806  |
| 2.º      | Quick-Step Floors | 12652  |
| 3.º      | BMC Racing        | 10961  |
| 4.º      | Sunweb            | 8033   |
| 5.º      | Trek-Segafredo    | 7934   |
| 6.º      | Movistar          | 7399   |
| 7.º      | Orica-Scott       | 7190   |
| 8.º      | Bora-Hansgrohe    | 6516   |
| 9.º      | Ag2r La Mondiale  | 6316   |
| 10.º     | Cannondale-Drapac | 5748   |

- Total de equipos con puntuación: 18 (todos)

## Progreso de las clasificaciones
| Carrera (Vencedor)                               | Clasificación individual | Clasificación por equipos |
| ------------------------------------------------ | ------------------------ | ------------------------- |
| Tour Down Under (Richie Porte)                   | Richie Porte             | BMC Racing                |
| Cadel Evans Great Ocean Road Race (Nikias Arndt) | Richie Porte             | Orica-Scott               |
| Omloop Het Nieuwsblad (Greg Van Avermaet)        | Richie Porte             | BMC Racing                |
| Tour de Abu Dhabi (Rui Costa)                    | Richie Porte             | BMC Racing                |
| Strade Bianche (Michał Kwiatkowski)              | Richie Porte             | BMC Racing                |
| París-Niza (Sergio Henao)                        | Richie Porte             | BMC Racing                |
| Tirreno-Adriático (Nairo Quintana)               | Richie Porte             | BMC Racing                |
| Milán-San Remo (Michał Kwiatkowski)              | Peter Sagan              | BMC Racing                |
| A través de Flandes (Yves Lampaert)              | Peter Sagan              | Quick-Step Floors         |
| E3 Harelbeke (Greg Van Avermaet)                 | Greg Van Avermaet        | Quick-Step Floors         |
| Volta a Cataluña (Alejandro Valverde)            | Greg Van Avermaet        | Quick-Step Floors         |
| Gante-Wevelgem (Greg Van Avermaet)               | Greg Van Avermaet        | Quick-Step Floors         |
| Tour de Flandes (Philippe Gilbert)               | Greg Van Avermaet        | Quick-Step Floors         |
| Vuelta al País Vasco (Alejandro Valverde)        | Greg Van Avermaet        | Quick-Step Floors         |
| París-Roubaix (Greg Van Avermaet)                | Greg Van Avermaet        | Quick-Step Floors         |
| Amstel Gold Race (Philippe Gilbert)              | Greg Van Avermaet        | Quick-Step Floors         |
| Flecha Valona (Alejandro Valverde)               | Greg Van Avermaet        | Quick-Step Floors         |
| Lieja-Bastoña-Lieja (Alejandro Valverde)         | Greg Van Avermaet        | Quick-Step Floors         |
| Tour de Romandía (Richie Porte)                  | Greg Van Avermaet        | Quick-Step Floors         |
| Gran Premio de Fráncfort (Alexander Kristoff)    | Greg Van Avermaet        | Quick-Step Floors         |
| Tour de California (George Bennett)              | Greg Van Avermaet        | Quick-Step Floors         |
| Giro de Italia (Tom Dumoulin)                    | Greg Van Avermaet        | Quick-Step Floors         |
| Critérium del Dauphiné (Jakob Fuglsang)          | Greg Van Avermaet        | Quick-Step Floors         |
| Vuelta a Suiza (Simon Špilak)                    | Greg Van Avermaet        | Quick-Step Floors         |
| Tour de Francia (Chris Froome)                   | Greg Van Avermaet        | Quick-Step Floors         |
| Clásica de San Sebastián (Michał Kwiatkowski)    | Greg Van Avermaet        | Quick-Step Floors         |
| RideLondon-Surrey Classic (Alexander Kristoff)   | Greg Van Avermaet        | Quick-Step Floors         |
| Tour de Polonia (Dylan Teuns)                    | Greg Van Avermaet        | Quick-Step Floors         |
| BinckBank Tour (Tom Dumoulin)                    | Greg Van Avermaet        | Quick-Step Floors         |
| EuroEyes Cyclassics (Elia Viviani)               | Greg Van Avermaet        | Quick-Step Floors         |
| Bretagne Classic (Elia Viviani)                  | Greg Van Avermaet        | Quick-Step Floors         |
| Gran Premio de Quebec (Peter Sagan)              | Greg Van Avermaet        | Quick-Step Floors         |
| Vuelta a España (Chris Froome)                   | Greg Van Avermaet        | Sky                       |
| Gran Premio de Montreal (Diego Ulissi)           | Greg Van Avermaet        | Sky                       |
| Giro de Lombardía (Vincenzo Nibali)              | Greg Van Avermaet        | Sky                       |
| Tour de Turquía (Diego Ulissi)                   | Greg Van Avermaet        | Sky                       |
| Tour de Guangxi (Tim Wellens)                    | Greg Van Avermaet        | Sky                       |

## Victorias en el WorldTour

### Victorias por corredor
- Notas: En amarillo corredores de equipos de categoría Profesional Continental, Continental y selecciones nacionales (no sumaron puntaje).

Incluye victorias en prólogos.
| Posición | Ciclista             | Equipo            | Etapa | Clásica | General | Total |
| -------- | -------------------- | ----------------- | ----- | ------- | ------- | ----- |
| 1.º      | Peter Sagan          | Bora-Hansgrohe    | 9     | 1       | -       | 10    |
| 2.º      | Fernando Gaviria     | Quick-Step Floors | 9     | -       | -       | 9     |
| 3.º      | Alejandro Valverde   | Movistar          | 4     | 2       | 2       | 8     |
| 4.º      | Marcel Kittel        | Quick-Step Floors | 7     | -       | -       | 7     |
| 4.º      | Caleb Ewan           | Orica-Scott       | 7     | -       | -       | 7     |
| 6.º      | Richie Porte         | BMC Racing        | 4     | -       | 2       | 6     |
| 7.º      | Sam Bennett          | Bora-Hansgrohe    | 5     | -       | -       | 5     |
| 8.º      | Greg Van Avermaet    | BMC Racing        | -     | 4       | -       | 4     |
| 8.º      | Michael Matthews     | Sunweb            | 4     | -       | -       | 4     |
| 8.º      | Primož Roglič        | LottoNL-Jumbo     | 4     | -       | -       | 4     |
| 8.º      | Tom Dumoulin         | Sunweb            | 2     | -       | 2       | 4     |
| 8.º      | Matteo Trentin       | Quick-Step Floors | 4     | -       | -       | 4     |
| 8.º      | Chris Froome         | Sky               | 2     | -       | 2       | 4     |
| 14.º     | Nairo Quintana       | Movistar          | 2     | -       | 1       | 3     |
| 14.º     | Jakob Fuglsang       | Astana            | 2     | -       | 1       | 3     |
| 14.º     | Philippe Gilbert     | Quick-Step Floors | 1     | 2       | -       | 3     |
| 14.º     | Rohan Dennis         | BMC Racing        | 3     | -       | -       | 3     |
| 14.º     | Arnaud Démare        | FDJ               | 3     | -       | -       | 3     |
| 14.º     | Michał Kwiatkowski   | Sky               | -     | 3       | -       | 3     |
| 14.º     | Elia Viviani         | Sky               | 1     | 2       | -       | 3     |
| 14.º     | Vincenzo Nibali      | Bahrain Merida    | 2     | 1       | -       | 3     |
| 14.º     | Diego Ulissi         | UAE Emirates      | 1     | 1       | 1       | 3     |
| 14.º     | Tim Wellens          | Lotto-Soudal      | 2     | -       | 1       | 3     |
| 24.º     | Rui Costa            | UAE Emirates      | 1     | -       | 1       | 2     |
| 24.º     | David de la Cruz     | Quick-Step Floors | 2     | -       | -       | 2     |
| 24.º     | Simon Yates          | Orica-Scott       | 2     | -       | -       | 2     |
| 24.º     | Michael Albasini     | Orica-Scott       | 2     | -       | -       | 2     |
| 24.º     | André Greipel        | Lotto-Soudal      | 2     | -       | -       | 2     |
| 24.º     | Evan Huffman         | Rally             | 2     | -       | -       | 2     |
| 24.º     | Simon Špilak         | Katusha-Alpecin   | 1     | -       | 1       | 2     |
| 24.º     | Geraint Thomas       | Sky               | 2     | -       | -       | 2     |
| 24.º     | Warren Barguil       | Sunweb            | 2     | -       | -       | 2     |
| 24.º     | Alexander Kristoff   | Katusha-Alpecin   | -     | 2       | -       | 2     |
| 24.º     | Dylan Teuns          | BMC Racing        | 1     | -       | 1       | 2     |
| 24.º     | Stefan Küng          | BMC Racing        | 2     | -       | -       | 2     |
| 24.º     | Yves Lampaert        | Quick-Step Floors | 1     | 1       | -       | 2     |
| 24.º     | Julian Alaphilippe   | Quick-Step Floors | 2     | -       | -       | 2     |
| 24.º     | Tomasz Marczynski    | Lotto-Soudal      | 2     | -       | -       | 2     |
| 24.º     | Rafał Majka          | Bora-Hansgrohe    | 2     | -       | -       | 2     |
| 24.º     | Miguel Ángel López   | Astana            | 2     | -       | -       | 2     |
| 24.º     | Thomas de Gendt      | Lotto-Soudal      | 2     | -       | -       | 2     |
| 24.º     | Edward Theuns        | Trek-Segafredo    | 2     | -       | -       | 2     |
| 24.º     | Dylan Groenewegen    | LottoNL-Jumbo     | 2     | -       | -       | 2     |
| 44.º     | Nikias Arndt         | Sunweb            | -     | 1       | -       | 1     |
| 44.º     | Mark Cavendish       | Dimension Data    | 1     | -       | -       | 1     |
| 44.º     | Sonny Colbrelli      | Bahrain Merida    | 1     | -       | -       | 1     |
| 44.º     | Sergio Henao         | Sky               | -     | -       | 1       | 1     |
| 44.º     | Davide Cimolai       | FDJ               | 1     | -       | -       | 1     |
| 44.º     | Nacer Bouhanni       | Cofidis           | 1     | -       | -       | 1     |
| 44.º     | Daryl Impey          | Orica-Scott       | 1     | -       | -       | 1     |
| 44.º     | Fabio Felline        | Trek-Segafredo    | 1     | -       | -       | 1     |
| 44.º     | Lukas Pöstlberger    | Bora-Hansgrohe    | 1     | -       | -       | 1     |
| 44.º     | Jan Polanc           | UAE Emirates      | 1     | -       | -       | 1     |
| 44.º     | Silvan Dillier       | BMC Racing        | 1     | -       | -       | 1     |
| 44.º     | Gorka Izagirre       | Movistar          | 1     | -       | -       | 1     |
| 44.º     | Omar Fraile          | Dimension Data    | 1     | -       | -       | 1     |
| 44.º     | Andrew Talansky      | Cannondale-Drapac | 1     | -       | -       | 1     |
| 44.º     | Jonathan Dibben      | Sky               | 1     | -       | -       | 1     |
| 44.º     | George Bennett       | LottoNL-Jumbo     | -     | -       | 1       | 1     |
| 44.º     | Bob Jungels          | Quick-Step Floors | 1     | -       | -       | 1     |
| 44.º     | Pierre Rolland       | Cannondale-Drapac | 1     | -       | -       | 1     |
| 44.º     | Tejay van Garderen   | BMC Racing        | 1     | -       | -       | 1     |
| 44.º     | Mikel Landa          | Sky               | 1     | -       | -       | 1     |
| 44.º     | Thibaut Pinot        | FDJ               | 1     | -       | -       | 1     |
| 44.º     | Jos van Emden        | LottoNL-Jumbo     | 1     | -       | -       | 1     |
| 44.º     | Koen Bouwman         | LottoNL-Jumbo     | 1     | -       | -       | 1     |
| 44.º     | Phil Bauhaus         | Sunweb            | 1     | -       | -       | 1     |
| 44.º     | Peter Kennaugh       | Sky               | 1     | -       | -       | 1     |
| 44.º     | Lawrence Warbasse    | Aqua Blue Sport   | 1     | -       | -       | 1     |
| 44.º     | Domenico Pozzovivo   | AG2R La Mondiale  | 1     | -       | -       | 1     |
| 44.º     | Fabio Aru            | Astana            | 1     | -       | -       | 1     |
| 44.º     | Lilian Calmejane     | Direct Énergie    | 1     | -       | -       | 1     |
| 44.º     | Rigoberto Urán       | Cannondale-Drapac | 1     | -       | -       | 1     |
| 44.º     | Romain Bardet        | AG2R La Mondiale  | 1     | -       | -       | 1     |
| 44.º     | Bauke Mollema        | Trek-Segafredo    | 1     | -       | -       | 1     |
| 44.º     | Edvald Boasson Hagen | Dimension Data    | 1     | -       | -       | 1     |
| 44.º     | Maciej Bodnar        | Bora-Hansgrohe    | 1     | -       | -       | 1     |
| 44.º     | Sacha Modolo         | UAE Emirates      | 1     | -       | -       | 1     |
| 44.º     | Danny van Poppel     | Sky               | 1     | -       | -       | 1     |
| 44.º     | Jack Haig            | Orica-Scott       | 1     | -       | -       | 1     |
| 44.º     | Wout Poels           | Sky               | 1     | -       | -       | 1     |
| 44.º     | Lars Boom            | LottoNL-Jumbo     | 1     | -       | -       | 1     |
| 44.º     | Jasper Stuyven       | Trek-Segafredo    | 1     | -       | -       | 1     |
| 44.º     | Alexey Lutsenko      | Astana            | 1     | -       | -       | 1     |
| 44.º     | Matej Mohorič        | UAE Emirates      | 1     | -       | -       | 1     |
| 44.º     | Sander Armée         | Lotto-Soudal      | 1     | -       | -       | 1     |
| 44.º     | Alberto Contador     | Trek-Segafredo    | 1     | -       | -       | 1     |

### Victorias por equipo
- Notas: En amarillo equipos Profesionales Continentales.

Incluye victorias en CRE.
| Posición        | Equipo            | Victorias |
| --------------- | ----------------- | --------- |
| 1.º             | Quick-Step Floors | 30        |
| 2.º             | BMC Racing        | 22        |
| 3.º             | Bora-Hansgrohe    | 19        |
| 4.º             | Sky               | 18        |
| 5.º             | Orica-Scott       | 13        |
| 6.º             | Movistar          | 12        |
| 6.º             | Sunweb            | 12        |
| 8.º             | LottoNL-Jumbo     | 10        |
| 8.º             | Lotto Soudal      | 10        |
| 10.º            | UAE Emirates      | 8         |
| 11.º            | Astana            | 7         |
| 12.º            | Trek-Segafredo    | 6         |
| 13.º            | FDJ               | 5         |
| 14.º            | Katusha-Alpecin   | 4         |
| 14.º            | Bahrain Merida    | 4         |
| 16.º            | Cannondale-Drapac | 3         |
| 16.º            | Dimension Data    | 3         |
| 18.º            | AG2R La Mondiale  | 2         |
| 18.º            | Rally             | 2         |
| 20.º            |                   |           |
| Cofidis         | 1                 |           |
| Aqua Blue Sport | 1                 |           |
| Direct Énergie  | 1                 |           |

### Victorias por países
- Se incluyen las victorias en contrarreloj por equipos.

| Posición | País           | Victorias |
| -------- | -------------- | --------- |
| 1.º      | Australia      | 21        |
| 2.º      | Bélgica        | 20        |
| 3.º      | Italia         | 19        |
| 4.º      | Colombia       | 16        |
| 5.º      | España         | 14        |
| 6.º      | Francia        | 12        |
| 6.º      | Países Bajos   | 12        |
| 8.º      | Alemania       | 11        |
| 8.º      | Reino Unido    | 11        |
| 10.º     | Eslovaquia     | 10        |
| 11.º     | Estados Unidos | 8         |
| 11.º     | Eslovenia      | 8         |
| 11.º     | Polonia        | 8         |
| 14.º     | Suiza          | 5         |
| 14.º     | Irlanda        | 5         |
| 16.º     | Dinamarca      | 3         |
| 16.º     | Noruega        | 3         |
| 18.º     | Portugal       | 2         |
| 19.º     | Sudáfrica      | 1         |
| 19.º     | Nueva Zelanda  | 1         |
| 19.º     | Austria        | 1         |
| 19.º     | Luxemburgo     | 1         |
| 19.º     | Kazajistán     | 1         |

## Ranking Mundial (UCI World Ranking)
Esta es la clasificación oficial del Ranking Mundial de la UCI tras la disputa del Tour de Guangxi:
Nota: ver Baremos de puntuación

Clasificación individual
| Posición | Corredor           | Equipo            | Puntos |
| -------- | ------------------ | ----------------- | ------ |
| 1.º      | Greg Van Avermaet  | BMC Racing        | 4153   |
| 2.º      | Chris Froome       | Sky               | 3692   |
| 3.º      | Peter Sagan        | Bora-Hansgrohe    | 3344   |
| 4.º      | Alexander Kristoff | Katusha-Alpecin   | 2973   |
| 5.º      | Tom Dumoulin       | Team Sunweb       | 2966   |
| 6.º      | Vincenzo Nibali    | Bahrain-Merida    | 2702   |
| 7.º      | Alejandro Valverde | Movistar          | 2648   |
| 8.º      | Michał Kwiatkowski | Sky               | 2530   |
| 9.º      | Michael Matthews   | Team Sunweb       | 2479   |
| 10.º     | Philippe Gilbert   | Quick-Step Floors | 2293   |

Clasificación por países
| Posición | País         | Puntos |
| -------- | ------------ | ------ |
| 1.º      | Bélgica      | 14605  |
| 2.º      | Italia       | 14066  |
| 3.º      | Francia      | 12193  |
| 4.º      | España       | 10567  |
| 5.º      | Países Bajos | 10309  |
| 6.º      | Colombia     | 9897   |
| 7.º      | Australia    | 8816   |
| 8.º      | Gran Bretaña | 8592   |
| 9.º      | Alemania     | 6453   |
| 10.º     | Noruega      | 6110   |